# Ture Lång

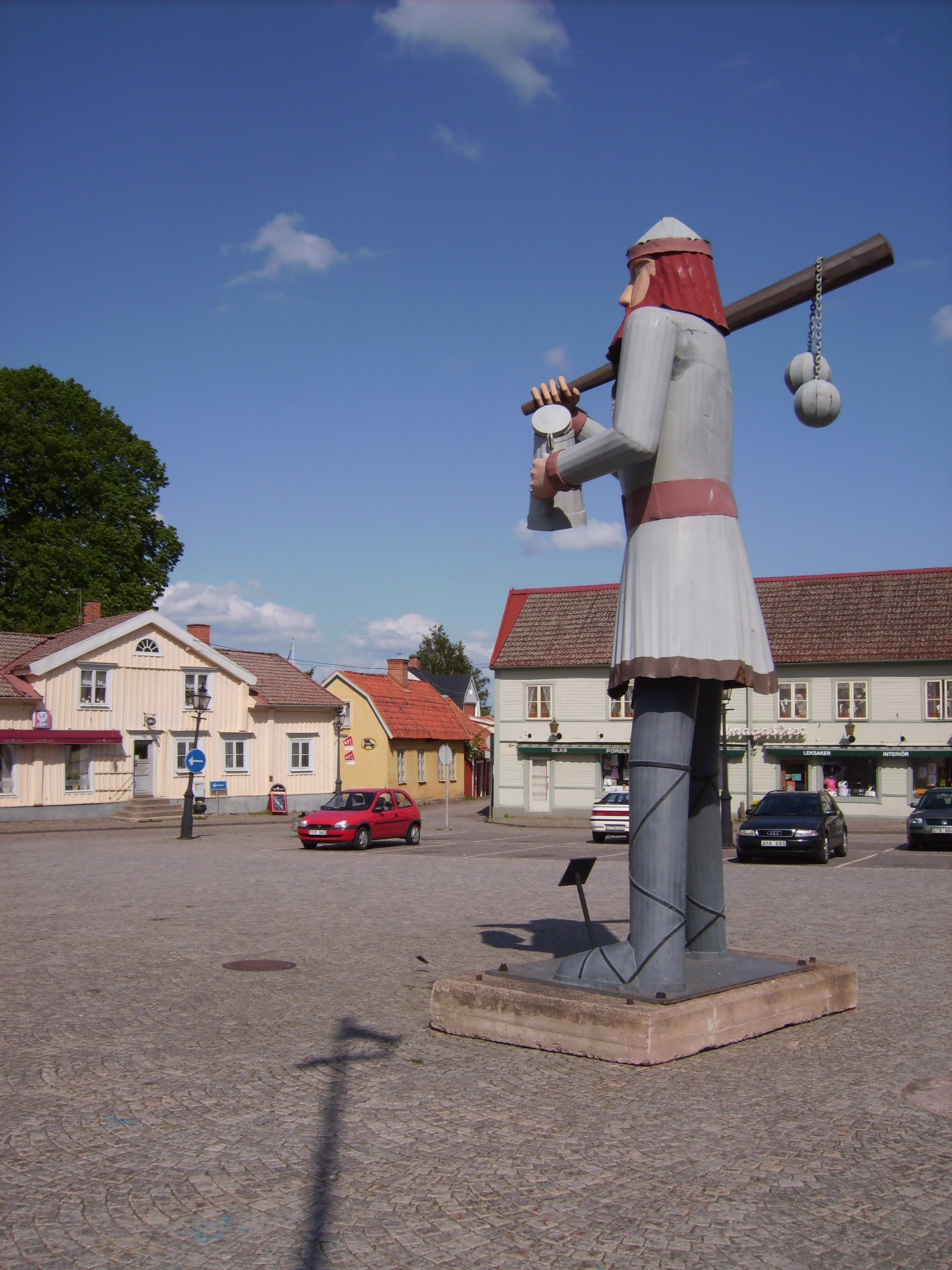
Ture Lång i Skänninge

Ture Lång är en symbol förknippad med Skänninge. Olaus Magnus beskriver en stor staty, en Rolandsstod, vid namn Turelang som före hans tid stod på torget i Skänninge. Där utdelades utdömda kroppsstraff.Statyn var en symbol för stadens rättskipning. 

## Ursprung

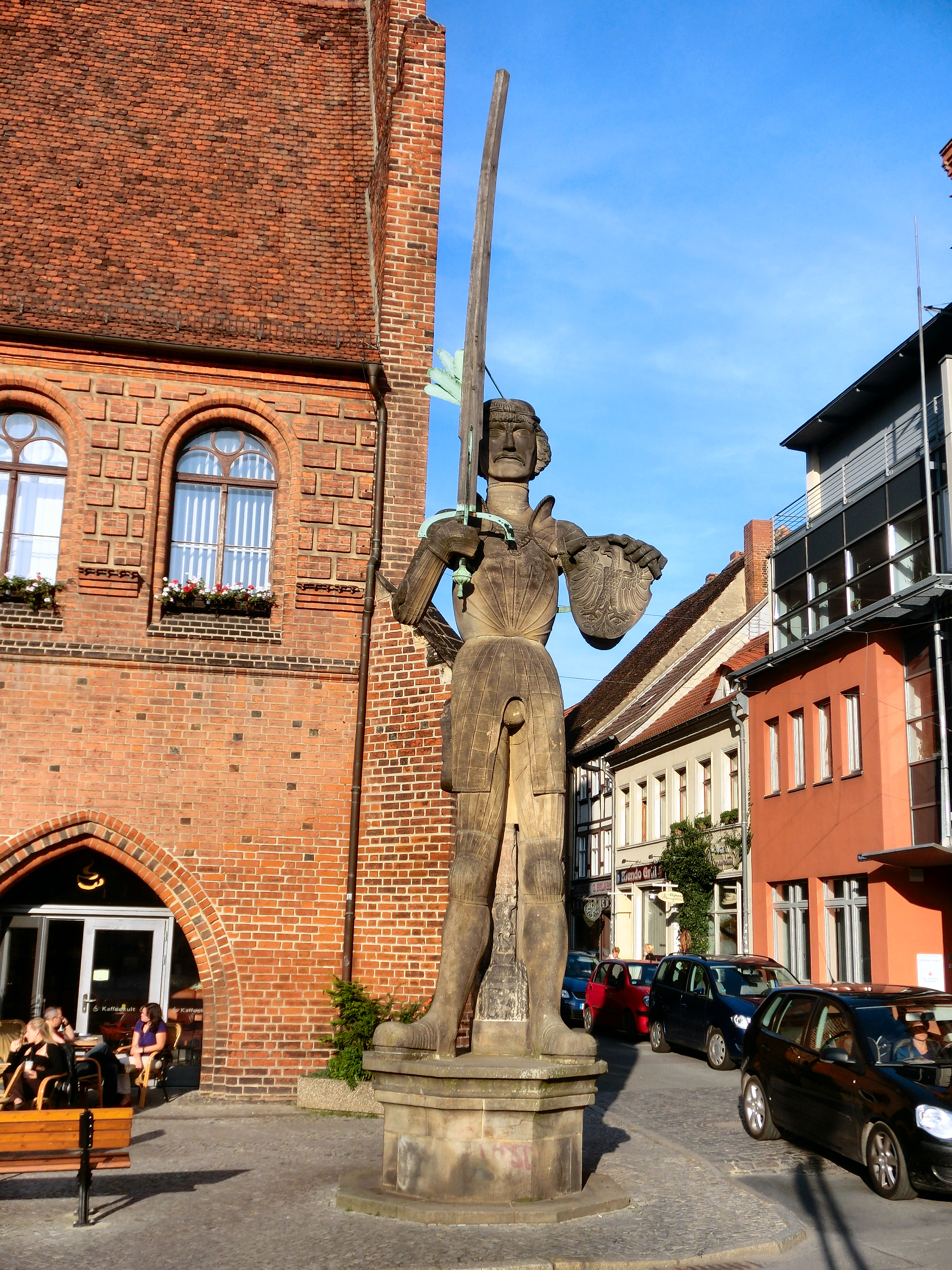
Rolandstod i Stendal, Sachsen-Anhalt

Benämningen Rolandsstod syftar på den riddare som var en av Karl den stores främste kämpar. Till skillnad mot Ture bär de tyska stodernas figurer svärd. Ture i Skänninge är i stället är utrustad med en klubba. Det finns emellertid exempel på klubbärare, bland annat i Münster. I det tyrolska Hall finns en Rolandsstod som omväxlande bär svärd och klubba. Klubbor har också Rolandsfigurerna i de före detta tyska kolonistäderna i Siebenbürgen (Transsylvanien, alltså i nuvarande Rumänien).
Den första Ture Långstatyn restes av invandrande tyskar som medförde traditionen från sina hemstäder. I Tyskland hade denna sedvänja skapats efter flera hundra års kamp mellan den feodala makten, den kejserliga makten och städernas borgare. Inflyttade tyskar lät även resa en liknande staty i Visby samt i Stockholm där en avbildad mansfigur med ris i handen stod på Stortorget, kallad kopparmatte.

## Statyn i Skänninge
Olaus Magnus skrev under sin italienska landsflykt följande om Skänninge:
"På torget reste sig förr en jättelik bildstod, kallad Turelang utstyrd som Roland i Bremen. Vid dess knän plägade man efter offentlig rannsakning och dom afstraffa missgärningsmän, särskildt äktenskapsbrytare, ehuru det blott sällan hände, att någon beträddes med ett slikt brott. Härvid tillgick så, att man öfver deras nacke lade en börda av stenar, som voro med järnkedjor fastbundna vid bildstodens armar; detta straff, som innebar en oerhörd smälek och därtill åtföljdes af annan vanärande behandling, var huvudsaklingen afsedt att afskräcka från förförelse af det svagare könet."
Skänninges Ture Lång omtalades och avbildades i Olaus Magnus historiska verk om de nordiska folken. Denna figur har sin motsvarighet på kontinenten i de så kallade Rolandsstoderna, som förknippas med Hansestäderna, med vilka Skänninge under medeltiden hade livliga förbindelser.
"Liksom Italiens välfrejdade städer rest väldiga stoder öfver Plinius, Mantua öfver Vergilius, Rom öfver Herkules, så hafva icke tyska och götiska städer tvekat att å sina allmänna platser uppresa stoder öfver berömliga män till förhärligande af deras hjältedater, såsom Bremen öfver Roland och den urgamla östgötastaden Skeninge öfver Turelang." Så inledde Olaus Magnus (1490-1557) i det historiska verket om de nordiska folken, sin skildring av jättestoden Ture Lång på torget i Skänninge .
En annan källa angående bildstoden i Skänninge är Johannes Bureuss verk Sumlen som refererar till Per Bältare, en då (6 maj 1609) över 90 år gammal man, som angivligen själv sett statyn: "Ty war Ture lång (ett stort manne träbeläte så högt at en stor karl näppast rekte till Taskan hans) satt der före til en åminnelse mitt på store Torget...".Denna beskrivning styrker att den bild av Ture Lång som Olaus återger i sitt verk, inte är överdriven. 
Svenska motsvarigheter till de tyska Rolandsstoderna fanns förutom Skänninges i Stockholm och Visby. Den Kopparmatte som under 1600-talet stod överst på skampålen på Stockholms stortorg var inte lika reslig, utan 45 centimeter hög. Uppgifter om Visbys Rolandsstaty saknas, men dess förekomst bestyrks av en planritning från 1700-talet, där ett litet torg bär namnet "Roland".  
Professorn i arkeologi Oscar Almgren skrev angående Ture Lång:"Känna vi sålunda i Visby en Roland blott genom namnet, så är det tvärt om i Skänninge bilden själv, som genom sin jättestorlek, sin placering och sina attributer trots sitt svenska namn inbjuder oss, liksom för 400 år sedan Olaus Magnus, att anställa jämförelser med de nordtyska Rolandsbilderna."  Almgren påpekar att namnet i Skänninge är svenskt, men att hela anläggningen är tyskpåverkad och att stodens förebild torde vara hämtad från Tyskland, där klubbärande Rolandsstoder funnits sedan 1200-talet. Han anser också att om förebilden varit en svensk Torsbild, vilket ibland föreslagits, skulle Ture förmodligen ha burit hammare eller yxa, inte en klubba. Beträffande de andra attributen, stenarna och stopet, som Ture Lång är utrustad med enligt Olaus Magnus, anses stenarna utgöra ett straffredskap. Dessa "stadens stenar", vilka omnämnes i den så kallade Bjärköarätten, skulle bäras på ett mycket vanhedrande sätt av dem som begått äktenskapsbrott, då de tvingades gå omkring på stadens gator till allmän begabbelse.
När det gäller stopet som Ture Lång håller i handen är meningarna delade. Enligt Schück rörde det sig om ett för stadens fastställt rymdmått, medan Almgren frågar sig om inte måttet kan ha spelat någon roll vid lekar motsvarande att "slå katten ur tunnan". En sådan lek var ibland förenad med festligheterna kring Rolandsstoderna. Man vet ganska säkert var Ture Lång har stått. På en karta från 1795 finns angivet "Stenar efter Tore Långs bild". Det motsvarar ungefär det ställe där den sentida repliken varje vår numera reses.
Förutom den bild som Olaus Magnus återger skulle det enligt Johan Engdahls handskrift om Skänninge från 1753, ha funnits en i Vårfrukyrkan. Han skriver: "Thore Långs afbild har varit målad inne uti Kyrkian på Norra Kyrkioväggen öfver sacristugan till för några Åhr sedan när Kyrkian Hvitlimmades". Denna förmenta avbildning kanske i så fall fortfarande finns kvar under putsen.
Den nuvarande statyn Ture Lång kom på plats 1990 och är gjord av de lokala smederna Bo och Stefan Asp på Asp & Karlsson i Skänninge. Efter en folkomröstning 2006 beslutades att statyn får bli kvar på torget.